# Claude Ambrose Rogers
Claude Ambrose Rogers   (Cambridge, 1 de novembre de 1920 - Islington, 5 de desembre de 2005) va ser un matemàtic anglès.

## Vida i obra
Fill d'un reputat metge de medicina tropical retornat de l'Índia, Rogers va néixer a Cambridge, però la família es va traslladar aviat a Londres, on va ser escolaritzat amb el seu germà bessó, Stephen Clifford Rogers, que també va ser metge. El 1938, abandonant la tradició mèdica de la família, es va matricular al University College de Londres per estudiar matemàtiques. El 1941 es va graduar i es va unir a la branca de balística aplicada del govern britànic per col·laborar en l'esforç de guerra durant la Segona Guerra Mundial.
El 1946, acabada la guerra, va ser nomenat professor del University College, mentre preparava el doctorat que va obtenir el 1949 al Birkbeck College. El 1952 es va casar amb la novel·lista Joan North, amb qui va tenir dues filles. El 1954 va ser nomenat professor de la universitat de Birmingham, però el 1958 va retornar al University College on va fer la resta de la seva carrera acadèmica fins que es va retirar el 1986 passant a ser professor emèrit.
Rogers va publicar uns cent-cinquanta articles científics i quatre llibres:
- Packing and Covering (1964)
- Hausdorff Measures (1970)
- Analytic Sets (1980, amb altres autors)
- Selectors (2002, amb John E. Jayne)

Els seus camps de treball principals van ser la geometria discreta, les dimensions de Hausdorff, els conjunts convexos i els conjunts analítics. En el primer d'aquests camps, se'l recorda per haver establert per primera vegada el límit màxim de densitat que es pot obtenir apilant esferes i que la configuració óptima és al d'un tetraedre.